# Mylliem
Mylliem (Mulliem, Myllim, Molim) és un dels Estats Khasis a Meghalaya.
Tenia una població el 1881 de 12.351 habitants i el 1901 de 17.863, i uns ingressos de 293 lliures el 1880 i de 962 lliures el 1900. El seu cap porta el títol de seim i el 1881 s'anomenava U Hain Manik. Produïa arròs, patates, mill, moresc, canya de sucre i altres productes. Hi ha ferró al seu territori i produeixen objectes d'aquest metall, així com boses.